# Haus der Seidenkultur

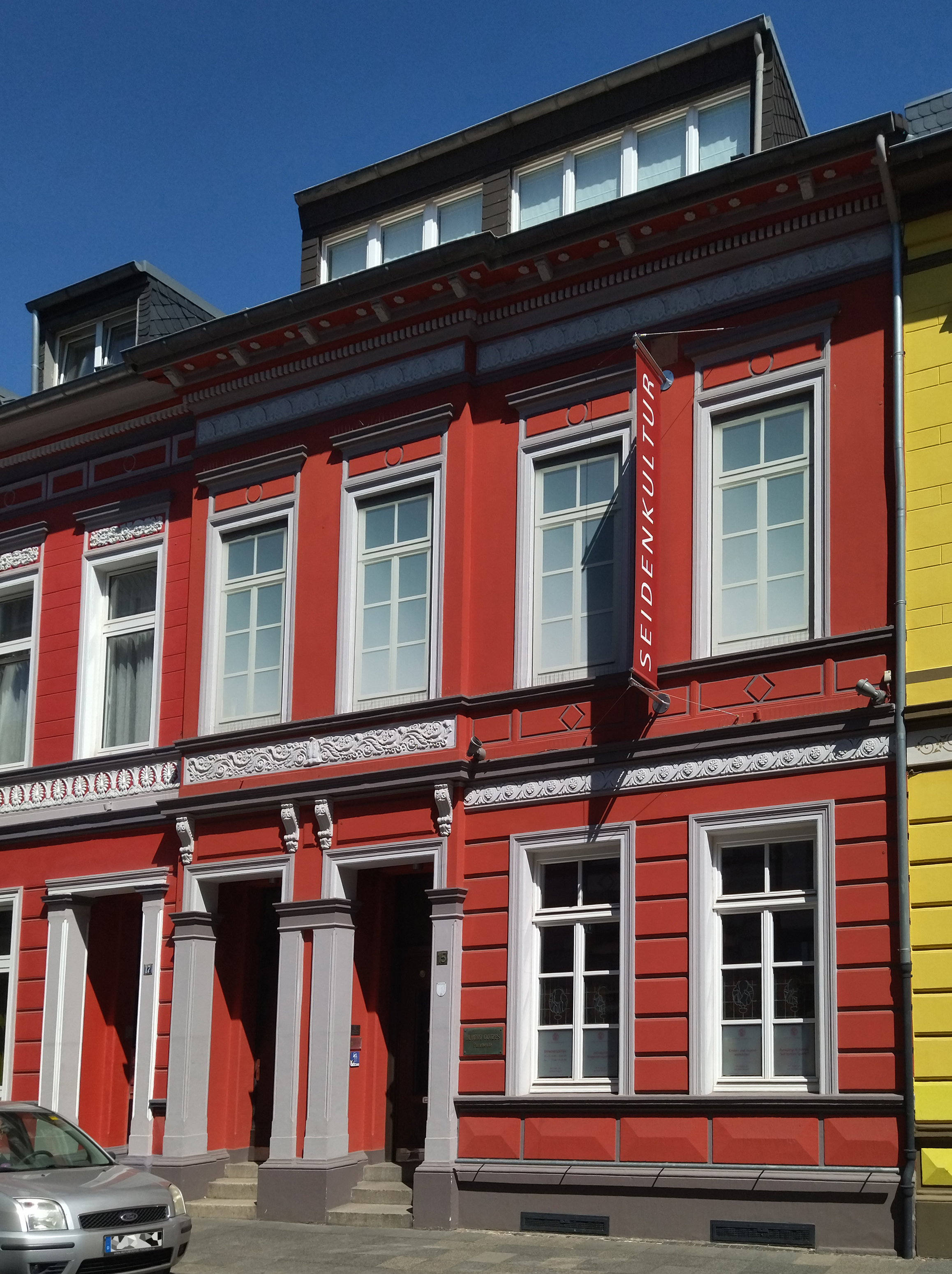
Das Haus der Seidenkultur im August 2022

Das Haus der Seidenkultur ist ein Industriedenkmal, das als Museum in Krefeld an der  Luisenstraße 15 geführt wird. Ein Förderverein führt das Museum. 
Im Gebäude der einstigen Paramentenweberei Hubert Gotzes wird die Geschichte der Samt- und Seidenherstellung in Krefeld dargestellt. Kernstück der Einrichtung ist der historische Websaal, in dem bis 1992 über 100 Jahre lang kostbare liturgische Gewänder (Paramente) aus italienischen und chinesischen Seidengarnen hergestellt wurden. Acht hölzerne Handwebstühle mit Jacquardaufsätzen aus dem 19. Jahrhundert dokumentieren eine heute nicht mehr ausgeübte Handwerkskunst.

## Geschichte
Das Gebäude, auch „Vierfensterhaus“ genannt, wurde 1868 im einst vornehmen Krefelder Kronprinzenviertel gebaut. 
Von 1908 bis 1992 wurden hier kostbare Paramente (Priestergewänder) gewebt. Durch ein geschichtsträchtiges Ereignis, das 1926 in den USA stattfand, wurde die kleine Weberei zeitweise weltbekannt.
Der letzte Geschäftsführer, Erwin Maus (verstorben 2004), fuhr ab 1989 den Geschäftsbetrieb zurück und stellt ihn 1992 ganz ein. Ihm war es wichtig, dass seine Weberei (mittlerweile die letzte mit einem authentischen Websaal und acht Jacquard-Handwebstühlen) der Nachwelt erhalten bleibt. NRW-Stiftung und Sparkassenstiftung Krefeld kauften zusammen die Immobilie und übergaben sie im Jahr 2000 einem Förderverein. 
Nach einer zweieinhalbjährigen Sanierung und der Umsetzung von Brandschutzmaßnahmen ist das Museum seit Anfang April 2014 wieder für die Öffentlichkeit zugängig. Damit ist das "Asyl" im Krefelder Südbahnhof abgeschlossen, wo sich das Haus der Seidenkultur während der Sanierungszeit präsentierte.

## Denkmal
Während das Gebäude Luisenstraße 15 als Baudenkmal mit der Nummer 718 in der Denkmalliste der Stadt Krefeld steht, ist das Inventar der Paramentenweberei Hubert Gotzes in derselben Liste mit der Nummer 20 als bewegliches Denkmal eingetragen.